# Jsem jaká jsem
Jsem jaká jsem je druhé album Renaty Drössler. Na rozdíl od toho prvního je v něm řada autorských písní. Album je pojmenováno po básni Jacquese Préverta, kterou přebásnil Jiří Žáček.
Na albu se objevily i dvě Chopinovy písně – Léto v Nohant a Wiosna.
Umělkyni zde doprovází její vlastní skupina P.R.S.

## Seznam skladeb
| Pořadí         | Název                    | Hudba                                 | Text                               | Délka |
| -------------- | ------------------------ | ------------------------------------- | ---------------------------------- | ----- |
| 1.             | Rebeka                   | S. Szurmier, A. Włast, Z. Bialostocki | Z. Bialostocki/P. Cmíral           | 04:29 |
| 2.             | Jak se loví nápadníci    | Traditional                           | M. Balejová                        | 02:38 |
| 3.             | Léto v Nohant            | F. Chopin                             | P. Cmíral                          | 03:48 |
| 4.             | Wiosna                   | F. Chopin                             | S. Witwicki                        | 04:30 |
| 5.             | Pláč                     | R. Drössler                           | M. Balejová                        | 04:49 |
| 6.             | Ne me quitt pas          | J. Brel                               | J. Brel                            | 03:17 |
| 7.             | Co Ti brání              | R. Drössler                           | M. Balejová                        | 04:04 |
| 8.             | Hotel v suterénu         | P. Ožana                              | P. Bednář                          | 06:25 |
| 9.             | Opravdový příběh Odyssea | H. Alber                              | M. Dagnan/M. Balejová, R. Drössler | 03:56 |
| 10.            | Ave pro ...              | R. Drössler                           | P. Bednář                          | 04:31 |
| 11.            | Život na úvěr            | R. Drössler                           | R. Drössler                        | 02:32 |
| 12.            | Dona, dona               | S. Secunda                            | A. Zeitlin                         | 03:20 |
| 13.            | Žalm                     | J. Šlupka Svěrák                      | J. Šlupka Svěrák                   | 03:56 |
| 14.            | Modlitba                 | W. Korcz                              | M. Czapińska/M. Balejová           | 04:29 |
| 15.            | Jako kapka vody          | R. Drössler                           | P. Bednář                          | 05:36 |
| 16.            | Jaká růže je i trn       | J. Cygan/R. Drössler                  | W. Korcz                           | 04:27 |
| 17.            | Jsem jaká jsem           | J. Šlupka Svěrák                      | J. Prevért/J. Žáček                | 02:50 |
| Celková délka: | Celková délka:           | Celková délka:                        | Celková délka:                     | 41:08 |